# Каелбад
Каелбад – (ірл. – Cáelbad) - верховний король Ірландії. Час правління: Час правління: 343 – 344 роки н.е. (згідно з хроніками Джеффрі Кітінга) або 356 – 357 роки н.е. (згідно з «Книгою Чотирьох Майстрів»). Нащадок легендарного ірландського героя Коналла Кернаха (ірл. - Conall Cernach), король Ольстера (одного з королівств на яке було розколоте колись могутнє королівство Улад). 

## Прихід до влади і правління
Владу захопив в результаті державного перевороту, вбивши попереднього верхового короля Муйредаха Тіреха в битві. Правив усього рік, після чого був вбитий сином Муйредаха Тіреха – Еохайдом Мугмедоном. 

## Сім’я і нащадки
Був одружений з Кейнді (ірл. – Céindi), мав одного сина на ім'я Кондла (ірл. -  Condla), який є предком багатьох аристократичних родин Шотландії, Англії та Уельсу, предок Георга І - короля Англії, деякі аристократичні роди, що ведуть родовід від Каелбада пов'язані у тому числі і з сучасними королівськими сім'ями.  